# Họ Cá bống đen
Họ Cá bống đen là các thành viên trong họ cá có danh pháp khoa học Eleotridae, được tìm thấy chủ yếu trong khu vực nhiệt đới Ấn Độ Dương-Thái Bình Dương. Họ này chứa khoảng 35 chi và 150 loài. Trong khi nhiều loài cá bống đen trải qua giai đoạn phù du ngoài biển và một số loài hoàn toàn sống ngoài biển thì phần lớn các dạng trưởng thành đều sống trong các sông lạch nước ngọt hay nước lợ. Chúng là đặc biệt quan trọng như là các động vật săn mồi trong các hệ sinh thái sông suối nước ngọt trên các đảo giữa đại dương như New Zealand và Hawaii, thường là thiếu các họ cá săn mồi điển hình của các châu lục cận kề, chẳng hạn như cá da trơn. Về mặt giải phẫu chúng là tương tự như cá bống trắng (Gobiidae), mặc dù không giống như phần lớn các loài cá bống trắng, chúng không có giác mút ở phần khung chậu.
Giống như cá bống trắng, nói chung chúng là các dạng cá nhỏ sinh sống trên chất nền, thường là thảm thực vật thủy sinh, trong các hang hốc hay trong các kẽ nứt trong đá và rạn san hô. Mặc dù giống như cá bống trắng ở nhiều điểm, nhưng cá bống đen không có các giác bám ở vây chậu, và điều này, cùng với các khác biệt hình thái khác, được sử dụng để phân biệt hai họ cá bống này. Người ta nói chung cho rằng Gobiidae và Eleotridae chia sẻ cùng một tổ tiên chung, và đặt cả hai họ trong phân bộ Cá bống (Gobioidei), cùng với một vài họ nhỏ khác chứa các loài cá tương tự như cá bống.
Dormitator và Eleotris là 2 chi điển hình nhất và phổ biến nhất, bao gồm các loài sinh sống trong cả môi trường biển, cửa sông và nước ngọt. Chẳng hạn Dormitator maculatus có thể dài tới 30 cm (1 ft) và được tìm thấy rộng khắp trong các vùng nước lợ và mặn duyên hải đông nam Hoa Kỳ và México. Có một vài loài các bống đen săn mồi có thể to lớn hơn, như cá bống tượng (Oxyeleotris marmorata), một loài cá nước ngọt sinh sống tại Đông Nam Á, có thể dài tới 60 cm (2 ft). Tuy nhiên, phần lớn các loài nhỏ hơn thế nhiều, chẳng hạn như các loài cá bống nước lợ và nước ngọt tại Australia trong chi Hypseleotris, được người dân bản địa gọi là gudgeon (không nhầm với cá đục nước ngọt của đại lục Á-Âu trong họ Cá chép với danh pháp Gobio gobio, mà trong tiếng Anh được gọi là gudgeon và có lẽ các loài cá bống đen ở Australia đã được đặt tên theo tên của loài cá kia).

## Các chi
Theo truyền thống họ này chia làm 3 phân họ với khoảng 34-35 chi. Cụ thể như sau:
- Phân họ Butinae, nay là họ Butidae[5]. Gồm 10 chi với 46 loài.
  - Bostrychus: 9 loài
  - Butis: 6 loài
  - Incara: 1 loài
  - Kribia: 4 loài
  - Odonteleotris: 3 loài
  - Ophiocara: 2 loài
  - Oxyeleotris: 17 loài
  - Parviparma: 1 loài
  - Pogoneleotris: 1 loài
  - Prionobutis: 2 loài
- Phân họ Milyeringinae, nay là họ Milyeringidae[5], với 2 chi và 6 loài. 
  - Milyeringa: 3 loài
  - Typhleotris: 3 loài
- Phân họ Eleotrinae 20 chi, 125 loài
  - Allomogurnda: 8 loài
  - Belobranchus: 2 loài
  - Bunaka: 1 loài
  - Calumia: 4 loài
  - Dormitator: 5 loài
  - Eleotris: 30 loài
  - Erotelis: 4 loài
  - Giuris: 1 loài
  - Gobiomorphus: 9 loài
  - Gobiomorus: 3 loài
  - Guavina: 2 loài
  - Hemieleotris: 2 loài
  - Hypseleotris: 16 loài
  - Kimberleyeleotris: 2 loài
  - Leptophilypnus: 3 loài
  - Microphilypnus: 4 loài
  - Mogurnda: 25 loài
  - Philypnodon: 2 loài
  - Ratsirakia: 1 loài
  - Tateurndina: 1 loài
- Nâng cấp thành họ Thalasseleotrididae[6]: Gồm 2 chi và 3 loài, trước đây xếp trong phân họ Eleotrinae. 
  - Grahamichthys: 1 loài
  - Thalasseleotris: 2 loài.

Họ Eleotridae nghĩa mới là phần còn lại của phân họ Eleotrinae trong phân loại trên đây cộng họ Xenisthmidae (6 chi, 14 loài). Như vậy họ Eleotridae theo định nghĩa này bao gồm 26 chi với 139 loài đã biết tới năm 2015.